# 卡尔多改进

Pareto improvements are a small subset of Kaldor–Hicks improvements.

卡尔多改进（Kaldor efficiency），也称卡爾多-希克斯效率（Kaldor-Hicks efficiency），为1939年，約翰·希克斯提出的、以比較不同的公共政策和經濟狀態。
如果一个人的境况由于变革而变好，因而他能够补偿另一个人的损失而且还有剩余，那么整体的效益就改进了，为福利经济学的一个著名的准则。

## 解释
如果至少有一个人的境况变好，而没有人的境况变坏，那么就可以说重新分配是一种帕累托改进。然而，在实践中，几乎不存在社会行动（如改变经济政策）而不使至少一个人的境况恶化。即使是自愿交换，如果使第三方的情况变得更糟，也不一定是帕累托改进。
根据卡尔多-希克斯的改进标准，如果被改进的人原则上可以补偿那些被恶化的人，从而可以（但并非必须）实现帕累托改进的结果，那么这个结果就是改进的结果。例如，如果买卖双方即使必须全额补偿污染受害者，仍然愿意进行交易，那么造成污染的自愿交换就是一种卡尔多改进。卡尔多并不要求实际支付赔偿，只要求存在赔偿的可能性，因此不必让双方都至少获得同样的收益。根据卡尔多改进的效率原则，改进实际上可能会使一些人的境况更糟。帕累托改进要求使每一方都过得更好（或至少没有一方过得更糟）。
虽然每一次帕累托改进都是一次卡尔多改进，但大多数卡尔多改进都不是帕累托改进。换句话说，帕累托改进集合是卡尔多改进的一个适当子集。这反映出相对于帕累托标准，卡尔多改进标准具有更大的灵活性和适用性。

## 政策适用
卡尔多方法通常用于检验潜在的改进，而不是作为效率目标本身。它们用于确定某项活动是否会使经济朝着帕累托效率的方向发展。任何变化通常都会使一些人的境况变好，另一些人的境况变坏，因此，这些测试考虑的是，如果得益者补偿受损者，会发生什么情况。
卡尔多标准认为，如果获益者为同意变革而准备支付给受损者的最大金额大于受损者准备接受的最小金额，则一项活动会使经济更接近帕累托最优；希克斯标准认为，如果受损者为放弃变革而支付给获益者的最大金额小于获益者为同意变革而接受的最小金额，则一项活动会使经济更接近帕累托最优。因此，卡尔多检验法假定受损者可以阻止这种安排，并询问收益者是否非常看重他们的收益，他们是否愿意并能够支付受损者接受这种安排，而希克斯检验法假定收益者能够进行变革，并询问受损者是否认为他们的损失价值低于他们支付收益者同意不进行变革的成本。在发现每条独立标准都存在一些技术问题后，人们将它们合并为蔡陀斯基标准，也就是通常所说的 "卡爾多-希克斯标准"。
卡尔多准则被广泛应用于博弈论的非零和博弈，如 DOTMLPF、福利经济学和管理经济学。例如，它构成了成本效益分析的基本原理。在成本效益分析中，通过比较总成本（如建筑成本和环境成本）和总效益（如航空公司利润和旅客便利）来评估一个项目（如新机场）。(然而，由于成本效益分析也可能给不同的人分配不同的社会福利权重，例如给穷人更多的社会福利权重，因此成本效益分析并不总是采用补偿标准）。
如果效益超过成本，项目通常会获得批准。这实际上是卡尔多-希克斯标准的应用，因为它等同于要求收益足以使受益者在理论上补偿受损者。之所以采用这一标准，是因为有人认为，对整个社会而言，如果使某些人的境况更糟糕，而这意味着使其他人获得更大的利益，则是合理的。

## 批评
对卡尔多-希克斯标准最常见的批评或许是，如果不实际支付补偿，那么赢家补偿输家的能力为何重要，或作为决策标准具有道德或政治意义，这一点并不清楚。
在技术层面上，各种版本的卡尔多-希克斯标准都缺乏理想的形式属性。例如，提勃爾·蔡陀斯基证明，单独的卡尔多准则并不是非对称的：有可能出现这样一种情况，即结果 A（根据卡尔多准则）是对结果 B 的改进，但结果 B 也是对结果 A 的改进。